# Synagelides kualaensis
Synagelides kualaensis là một loài nhện trong họ Salticidae.
Loài này thuộc chi Synagelides. Synagelides kualaensis được Dmitri Viktorovich Logunov & Hereward miêu tả năm 2006.